# Warmington (Northamptonshire)
Warmington is een civil parish in het bestuurlijke gebied East Northamptonshire, in het Engelse graafschap Northamptonshire met 939 inwoners.